# Reppe
Reppe – miejscowość i gmina we Francji, w regionie Burgundia-Franche-Comté, w departamencie Territoire de Belfort.
Według danych na rok 1990 gminę zamieszkiwało 241 osób, a gęstość zaludnienia wynosiła 62 osoby/km² (wśród 1786 gmin Franche-Comté Reppe plasuje się na 506. miejscu pod względem liczby ludności, natomiast pod względem powierzchni na miejscu 893.).